# Lycoperdina crassicornis
Lycoperdina crassicornis – gatunek chrząszcza z rodziny wygłodkowatych i podrodziny Lycoperdininae.
Gatunek ten opisany został po raz pierwszy w 1880 roku przez Edmunda Reittera na podstawie pojedynczej samicy.
Chrząszcz o ciele długości 4,5 mm. Ubarwiony rdzawoczerwono z zapiersiem i odwłokiem czarnymi lub brunatnymi, a pokrywami rdzawoczerwonymi z czarną przepaską. Czułki są grubsze i krótsze niż u podobnego L. succincta i mają słabo zaznaczone buławki, przy czym ich ostatni człon jest tej samej wielkości co poprzedni. Długość trzeciego członu czułków nie przekracza dwukrotności jego szerokości. Wewnętrzna krawędź żuwaczki zaopatrzona jest w drobny ząbek. Punktowanie głowy, przedplecza i pokryw jest skąpe i delikatne, zaś na tarczce punktów brak zupełnie. Przedplecze jest prawie tak szerokie jak długie, sercowate w zarysie, słabo zwężone ku tyłowi, o dobrze zaznaczonych bruzdach bocznych i nasadowej, na przedniej krawędzi zaopatrzone w błonę strydulacyjną. Bardzo wąskie przedpiersie nie sięga za panewki bioder przedniej pary. Pokrywy są owalne, porośnięte delikatnym omszeniem. Szerokość tarczki jest znacznie większa niż u L. succincta.
Owad palearktyczny, znany wyłącznie z rumuńskich Karpat Południowych. W 1922 podany z okolic Poznania w Polsce, jednak doniesienie to uznaje się za niewiarygodne. Jego wymagania ekologiczne nie zostały dostatecznie poznane.